# Aristides Pereira
Aristides Maria Pereira (IPA: [ɐɾiʃˈtidɨʒ mɐˈɾiɐ pɨˈɾejɾɐ]) (Boa Vista, 17 november 1923 – Coimbra (Portugal), 22 september 2011) was president van Kaapverdië. Hij was de eerste president van zijn land en was dit van 1975 tot 1991.
Zijn eerste belangrijke overheidsbaan was hoofd van de telecommunicatie in Guinee-Bissau. Vanaf de late jaren 1940 tot de onafhankelijkheid van Kaapverdië was Pereira nauw betrokken bij de antikoloniale beweging, het organiseren van stakingen en het stijgen in de hiërarchie van zijn partij, de Partido Africano da Independência da Guine e Cabo Verde (PAIGC).
Pereira werd drie keer tot president benoemd. In de eerste presidentsverkiezingen met meerdere kandidaten op 17 februari 1991 werd Pereira kansloos verslagen door António Mascarenhas Monteiro (Pereira 27%, Monteiro 73%).